# Tierra Amarilla 3.ª Sección
Tierra Amarilla 3.ª Sección es una localidad del municipio de Centro ubicado en la subregión centro del estado mexicano de Tabasco.

## Geografía
La localidad de Tierra Amarilla 3.ª Sección se sitúa en las coordenadas geográficas 18°03′57″N 92°53′54″O / 18.065833, -92.898333, a una elevación de 3 metros sobre el nivel del mar.

## Demografía
Según el Conteo de Población y Vivienda 2020, efectuado por el Instituto Nacional de Estadística y Geografía, la localidad de Tierra Amarilla 3.ª Sección tiene 1,036 habitantes, de los cuales 492 son del sexo masculino y 544 del sexo femenino. Su tasa de fecundidad es de 2.15 hijos por mujer y tiene 287 viviendas particulares habitadas.
| Gráfica de evolución demográfica de Tierra Amarilla 3.ª Sección entre 2005 y 2020 |
|                                                                                   |
| INEGI.                                                                            |